# Taliesin West
Taliesin West è una scuola di architettura fondata nel 1937 da Frank Lloyd Wright. Fu anche residenza dell'architetto, che vi rimase fino alla morte, avvenuta nel 1959 all'età di 91 anni. Oggi essa ospita la Fondazione Frank Lloyd Wright.

## Storia
Wright creò la propria scuola di architettura a Scottsdale (Arizona), nel deserto. L'attuale edificio comprende la casa d'inverno, l'ufficio e la scuola di architettura, tutto progettato da Wright. Acclamato come uno dei suoi capolavori, questo complesso esprime le teorie educative di Wright e la sua visione della società, come pure i suoi concetti architettonici. Ogni anno i visitatori sono all'incirca 120.000.
Le pareti sono costituite da rocce e legno locale, mentre come legante egli usò il calcestruzzo. La luce naturale svolge una parte importante nella progettazione. Infatti nella sala di progettazione, Wright ha usato come tetto una tela traslucida (poi sostituita dalla plastica a causa dell'usura intensa del sole dell'Arizona). Nella sala ristorazione, invece, rivolta a sud, Wright non previde pareti in muratura, ma usò il vetro per far entrare il sole e dare luce naturale all'ambiente interno. 
A Wright piaceva la luce naturale e, in questo modo, l'ambiente costruito dove si ritrovava con i suoi allievi, mantenne il contatto con la natura circostante.
Ogni parte di Taliesin West porta il tocco personale di Frank Lloyd Wright. Egli viveva nel Wisconsin, nell'altra Taliesin, a Spring Green, e ogni volta che ritornava a Taliesin West (in inverno), costruiva nuove stanze e apportava modifiche, urlando ordini agli allievi, ma seguendoli da vicino con carriole e attrezzi. In questo modo, nel corso degli anni, ha costantemente cambiato e migliorato il progetto dell'edificio, ha aggiunto una sala da pranzo, il teatro cabaret, il padiglione musicale e numerosi altri vani. 
Tutti i mobili e le decorazioni sono stati progettati da lui e la maggior parte di essi è stata costruita dai suoi allievi. 
Un elemento notevole del progetto di Wright è il teatro cabaret. Costruito in forma esagonale, il teatro ha una perfezione acustica del 95%: le persone che sono sedute in ultima fila, sentono il sussurro leggero dell'altoparlante posizionato sul palco.
Dal 7 luglio 2019 fa parte del patrimonio dell'umanità, all'interno del sito seriale Le opere architettoniche del XX secolo di Frank Lloyd Wright.

## Galleria d'immagini

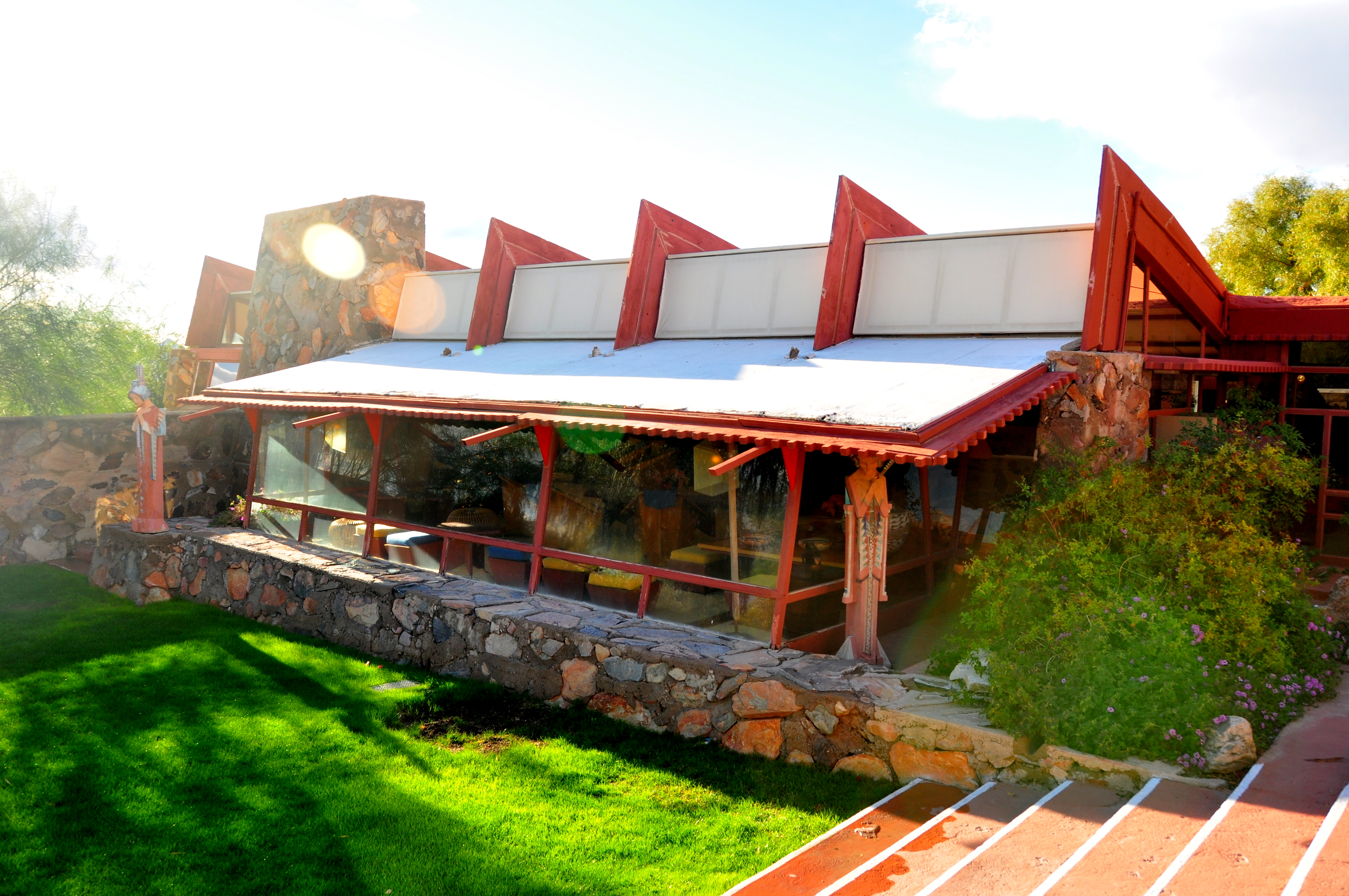
Camera Garden (esterno)
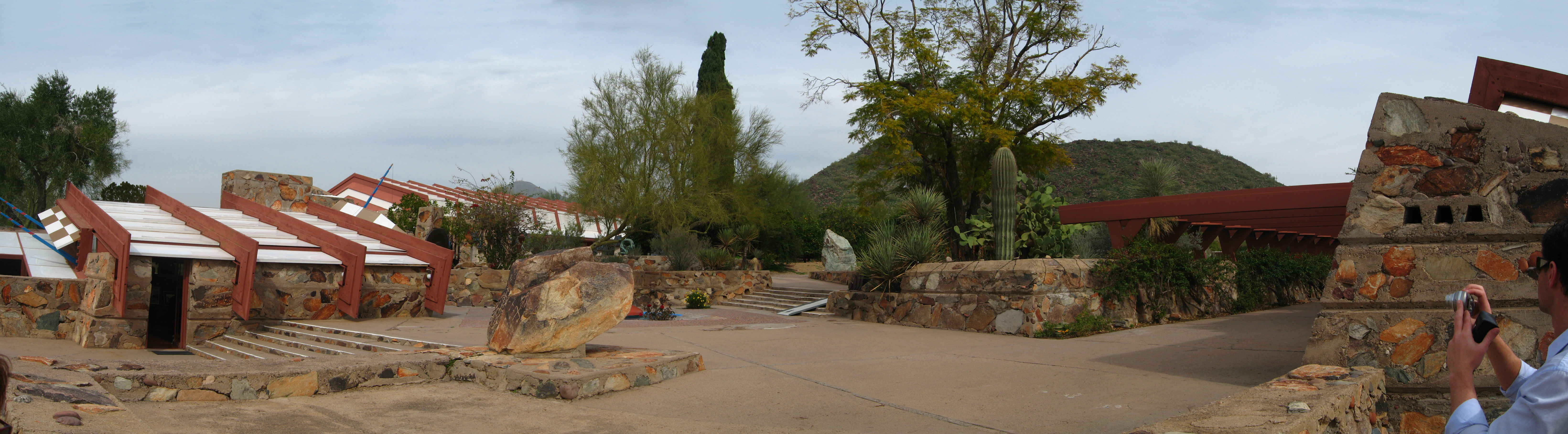
Ufficio di Frank Lloyd Wright (a sinistra), studio principale (a destra)
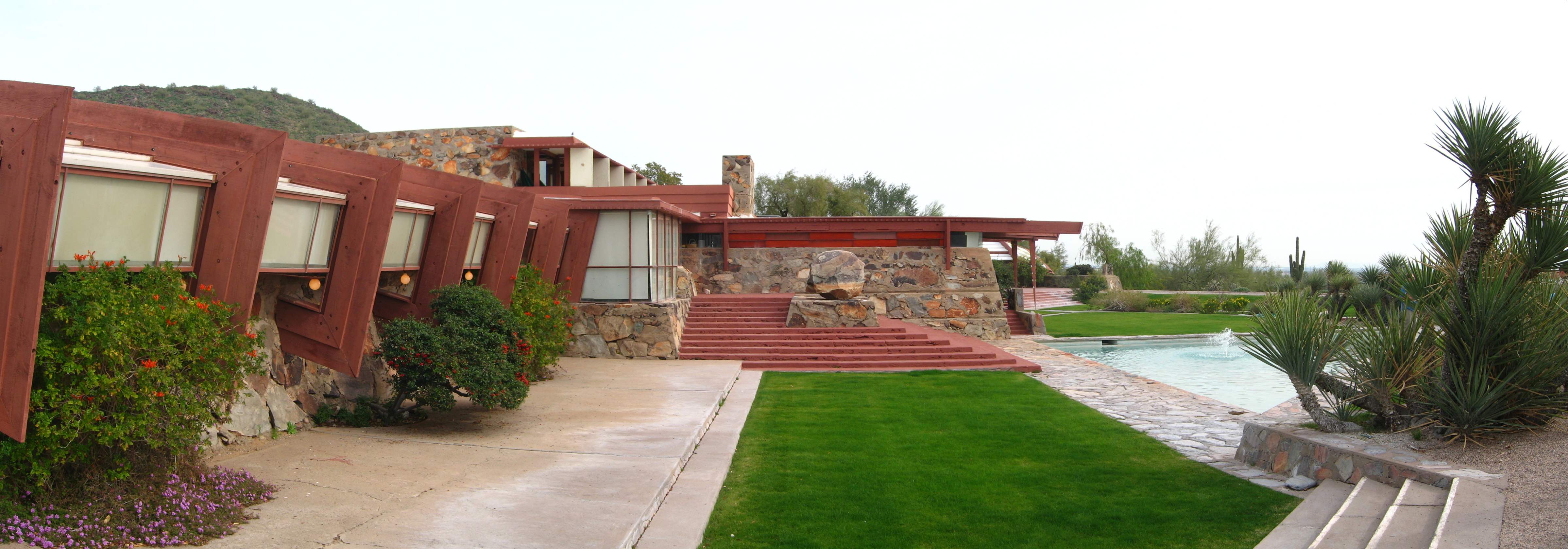
Studio principale e sunken garden
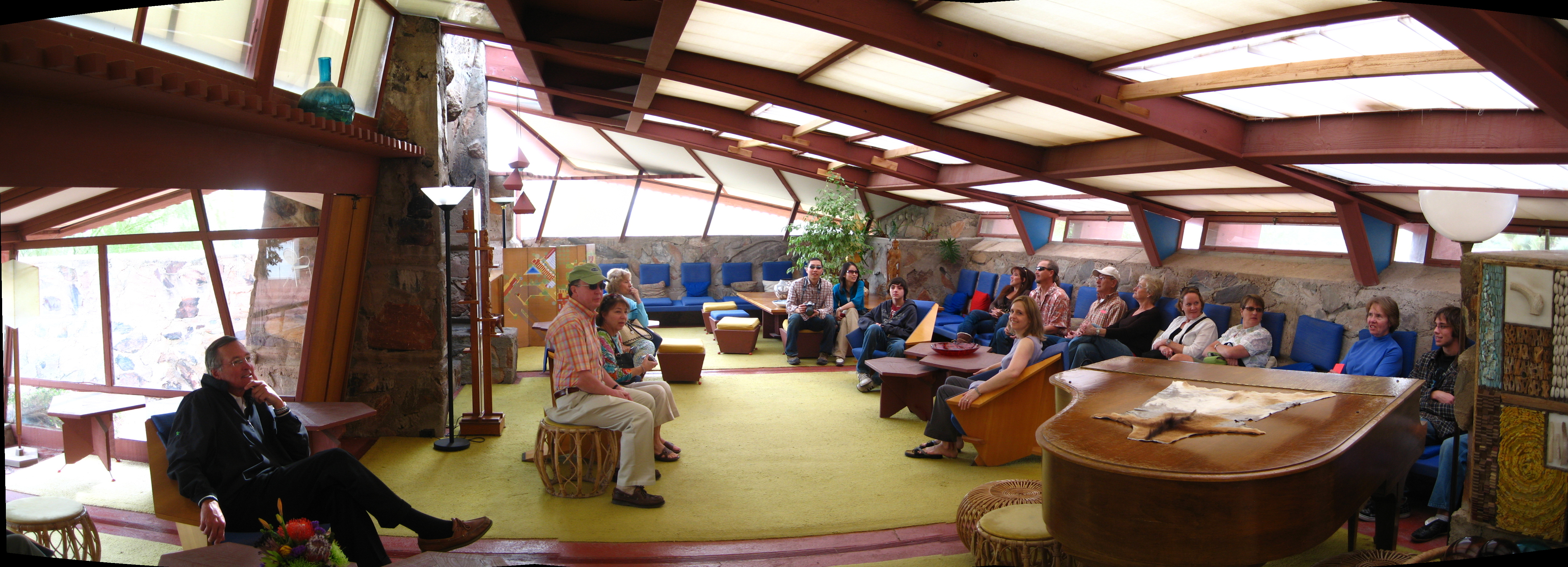
Camera Garden (interno)
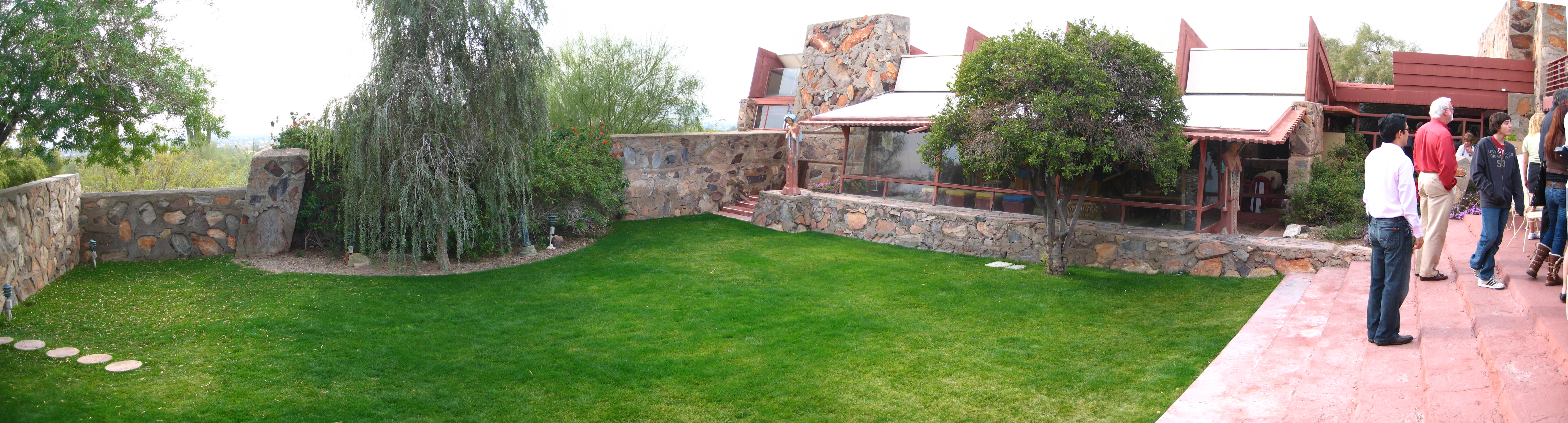
Giardino recintato